# يوسي سريد
يوسي سريد (بالعبرية: יוסי שריד‏) (23 أكتوبر 1940 - 4 ديسمبر 2015) كان سياسي، صحفي، كاتب وشاعر إسرائيلي. كان عضو كنيست تسع مرّات من قبل حزب العمل، راتس وميرتس، ووزير في ثلاث حكومات. بالإضافة إلى ذلك، شغل منصب وزير التعليم لمدة عام واحد (1999-2000) وكقائد للمعارضة (2001-2003). كجزء من نشاطاته السياسيّة تعامل بشكل مكثّف مع قضيّة الصّراع الإسرائيلي الفلسطيني والنّضال ضد الإكراه الديني، وكان ومن زعماء اليسار الإسرائيلي.وهو إسرائيلي من اصل أوكراني

## سيرته
ولد باسم يوسف شنايدر في رحوفوت، وهو ابن يعقوب سريد (شنايدر) الذي عمل كعضو في حزب ماباي وشغل منصب المدير التنفيذي لوزارة التربية والتعليم، ودوفا جروبر التي عملت كمعلّمة، وأخ هداسا التي كانت تكبره بعشر سنوات وعملت طيلة حياتها في مجال التّعليم. هاجر والداه في عام 1932 إلى اسرائيل من بلدة في غرب أوكرانيا (كانت تحت سيطرة بولندا حينئذ) وعاشوا في رحوفوت. انتقلت العائلة في عام 1951 لتسكن في شارع ديزنغوف في تل أبيب وفي عام 1954 إلى القدس. انتحرت والدته بسبب الاكتئاب عندما كان عمره 21 عامًا.

## روابط خارجية
- يوسي سريد على موقع مونزينجر (الألمانية)